# کنیچی مایامادا
کنیچی مایامادا (انگلیسی: Kenichi Maeyamada؛ زادهٔ ۴ ژوئیهٔ ۱۹۸۰) آهنگساز، ترانه‌سرا، موسیقی‌دان اهل ژاپن است.